# Adam Riess
Adam Guy Riess (Washington, D.C., 16 de dezembro de 1969) é um astrofísico estadunidense. Recebeu o Nobel de Física de 2011, juntamente com Brian Schmidt e Saul Perlmutter.

## Pesquisa
Riess foi Miller Fellow na University of California, Berkeley, antes de passar para o Space Telescope Science Institute em 1999. Ele assumiu seu cargo atual na Johns Hopkins University em 2006. Ele também faz parte do comitê de seleção para o prêmio de Astronomia, concedido sob os auspícios do Prêmio Shaw . Em julho de 2016, Riess foi nomeado Professor Distinto da Bloomberg na Universidade Johns Hopkins por suas realizações como pesquisador interdisciplinar e excelência no ensino da próxima geração de acadêmicos. Os Distinguished Professorships da Bloomberg foram estabelecidos em 2013 por um presente de Michael Bloomberg.
Riess liderou conjuntamente o estudo com Brian Schmidt em 1998 para a equipe de busca de supernovas High-z, que primeiro relatou evidências de que a taxa de expansão do universo está agora acelerando através do monitoramento de supernovas Tipo Ia. As observações da equipe eram contrárias à teoria atual de que a expansão do universo estava diminuindo; em vez disso, monitorando as mudanças de cor na luz das supernovas da Terra, eles descobriram que essas novas de bilhões de anos ainda estavam se acelerando. Este resultado também foi encontrado quase simultaneamente pelo Supernova Cosmology Project, liderado por Saul Perlmutter. As evidências corroborantes entre os dois estudos concorrentes levaram à aceitação da teoria do universo em aceleração e iniciaram novas pesquisas para entender a natureza do universo, como a existência de energia escura. A descoberta do universo em aceleração foi nomeada 'Breakthrough of the Year' pela revista Science em 1998, e Riess recebeu o Prêmio Nobel de Física de 2011 juntamente com Schmidt e Perlmutter por seu trabalho inovador.
 

No livro The 4 Percent Universe, o jornalista científico Richard Panek afirma que Riess fez uso indevido dos dados de supernova coletados pela pesquisa Calán / Tololo, publicando-os antes dos autores e sem sua permissão. No entanto, datas de publicação coincidentes e reconhecimentos em uma dessas publicações contradizem essa afirmação.